# Olaf Deininger
Olaf Deininger (* 20. Januar 1963 in Bruchsal) ist ein deutscher Journalist.

## Leben
Nach dem Abitur am Wirtschaftsgymnasium an der Handelslehranstalt Bruchsal und dem Zivildienst absolvierte er seine journalistische Ausbildung im Rahmen eines Volontariats beim Redaktionsbüro media production GmbH in Reutlingen. Er war von 1990 bis 1996 zunächst stellvertretender Redaktionsleiter, dann Redaktionsleiter der Stuttgarter Ausgabe des Stadtmagazins Prinz. 1996 unterstützte er als leitender Redakteur das Entwicklungs-Team der deutschen Ausgabe von Men’s Health um Thomas Garms. Von 1996 bis 2001 war er Redaktionsleiter und Creative Director bei der Hamburger Online-Agentur PopNet und dort auch als erster Chefredakteur für den Internet-Guide Gold zuständig. Von 2001 bis 2006 arbeitete er freiberuflich als Journalist, Entwickler und Berater (unter anderem für den Jahreszeiten Verlag, Deutschen Fachverlag, Vogel Medien und den Axel Springer Verlag) und gründete die Firma research-one, die  Kommunikationstechnologien und Business-Software analysierte. Er war als Chef vom Dienst und Geschäftsführender Redakteur an der 2006 herausgegebenen Jubiläumsausgabe der Zeitschrift Tempo beteiligt.
Von 2007 bis 2008 verantwortete er als Chefredakteur die Kundenmedien beim Deutschen Sparkassenverlag. Ende 2008 wechselte er zum Deutschen Landwirtschaftsverlag in München, wo er zunächst als Redaktionsleiter für das Fachportal „agrarheute“ verantwortlich war und 2010 Entwicklungsleiter Digital wurde. Von 2014 bis 2020 war Deininger Chefredakteur bei Holzmann Medien (Bad Wörishofen, München) und dort für sämtliche Print- und Online-Aktivitäten der Medienmarke handwerk magazin verantwortlich. 2016 relaunchte er Magazin und Website.
Seit November 2020 engagiert sich Deininger bei Medienplattformen, wo er auch publiziert und Online-Seminare gibt. Seit 2010 ist er Dozent an der Akademie der Deutschen Medien in München und seit 2020 Referent beim Mediennetzwerk-Bayern. Seit Dezember 2021 leitet er als Entwicklungs-Chefredakteur die Agrar-Medien bei der dfv Mediengruppe (Deutscher Fachverlag GmbH) in Frankfurt. Im November 2023 brachte er eine mediale Plattform heraus, welche die Transformation in der Lebensmittelbranche beschreibt.
Er übernahm ab 1. April 2024 zusätzlich zu seiner Funktion als Chefredakteur der Agrar-Medien (u. a. agrarzeitung, newFOODeconomy, NEWMEAT) der dfv Mediengruppe auch die redaktionelle Gesamtverantwortung für die Fleischfachmedien der dfv Mediengruppe. Dazu zählen die Titel Fleischwirtschaft und afz – allgemeine fleischer zeitung, die in ihren Branchen jeweils zu den Markt- und Reichweitenführern in Deutschland gehören.
Er ist mit der Kunsthistorikerin und Kuratorin Claudia Emmert verheiratet, Vater von drei Kindern und lebt in Friedrichshafen am Bodensee.

## Veröffentlichungen
- mit Hendrik Haase: Food Code. Wie wir in der digitalen Welt die Kontrolle über unser Essen behalten. Kunstmann Verlag, München 2021, ISBN 978-3-95614-433-2.